# 皮格耶 (阿拉巴馬州)
皮格耶（英語：Pigeye）是一個位於美國阿拉巴馬州馬里昂縣的非建制地區。該地的面積和人口皆未知。

## 地理
皮格耶的座標為34°17′52″N 87°55′27″W / 34.29778°N 87.92417°W，而該地的平均海拔高度為265米（即869英尺）。